# 外科医・夏目三四郎
外科医・夏目三四郎（げかい・なつめさんしろう）はテレビ朝日系列で1998年10月15日 - 12月10日にかけて「木曜ドラマ」枠で放送されたテレビドラマ。

## 概要
1995年・1996年に放送された「外科医柊又三郎」シリーズの世界観を引き継いだ作品。主人公の夏目は柊を敬愛し、手術前後に北斗七星に祈りをささげる柊に対し、夏目は南十字星に祈りをささげる。

## キャスト
- 夏目三四郎(主人公・川口総合病院の外科医)：内藤剛志
- 姫野ユリ(川口総合病院の外科医)：山田邦子
- 中村理恵(川口総合病院 オペ室主任看護師)：井上晴美
- 川波直(川口総合病院の外科医)：山本未來
- 蓮見淳(川口総合病院の外科医)：神保悟志
- 丹下真紀子：水沢アキ
- 酒匂菊(病院事務局の事務長)：あき竹城
- 小谷美衣(川口総合病院の研修医)：黒谷友香
- 矢田保(川口総合病院 外科部長)：高田純次
- 杉又三郎(川口総合病院 院長)：柴俊夫

## 主題歌
- 「指切りげんまん」長渕剛

## スタッフ
- 脚本：黒土三男、酒井直行
- プロデュース：黒田徹也
- 演出：武藤浩之、久野昌宏、秋山純、六車俊治
- 制作：テレビ朝日、ケイセブン

## サブタイトル
1. 又三郎より凄い奴、現わる
2. ガキは殴ろう
3. 指切りげんまん
4. ナースの涙
5. 結婚しようよ
6. 北斗七星に願いを
7. 母を切れますか
8. いつか、また！

なお、10月22日は「'98日本シリーズ第3戦」中継延長により休止。